# Swedish Music Hall of Fame
De Swedish Music Hall of Fame (SMHoF) is een museum in Djurgården, Stockholm. Model stond het Amerikaanse Rock and Roll Hall of Fame in Cleveland, Ohio. Er wordt een collectie getoond en workshops en lezingen gehouden. Daarnaast wordt een erelijst bijgehouden, met artiesten als ABBA, Roxette, Evert Taube en Cornelis Vreeswijk.

## Geschiedenis
Het museum werd op 7 mei 2013 geopend. Het is gevestigd in een nieuw pand met 2100 m² oppervlakte. Het ABBA The Museum is erin ondergebracht en werd tegelijkertijd geopend. Daarnaast werden op het terrein nog een hotel en restaurant gevestigd.
Het terrein werd in mei 2015 gekocht door Björn Ulvaeus, een van de voormalige leden van ABBA. Hij werd kort ervoor ook eigenaar van Mamma Mia, een uitgaansconcept in een bierhal dat hij naar de musical Mamma Mia! noemde.
De SMHoF maakte in februari 2017 bekend plannen te hebben om naar een groter pand te verhuizen. De bestaande vestiging zal dan geheel bestemd zijn voor ABBA The Museum.

## Collectie en activiteiten
Het museum toont de Zweedse muziekgeschiedenis sinds 1920. Naast de permanente collectie worden er tijdelijke exposities getoond. Door middel van holograms is het mogelijk om met de groep ABBA op het podium te staan. Van 2009 tot 2011 werd met de ABBA-collectie al eens een tour gemaakt door Europa en Australië. Verder worden cursussen gegeven en vinden er 's avonds af en toe lezingen plaats.

## Erelijst
Daarnaast wordt er een erelijst bijgehouden van musici, songwriters, producenten en anderen die een beduidende invloed hebben gehad op de popmuziek in Zweden. Om een plaats te kunnen krijgen dienen artiesten minstens twintig jaar eerder hun albumdebuut te hebben gemaakt. Een artiest hoeft niet Zweeds te zijn, zoals blijkt uit de opname van Cornelis Vreeswijk in 2014. De toekenning wordt sinds 2014 jaarlijks in februari bekend gemaakt.

### 2014
- ABBA
- Eva Dahlgren
- Ebba Grön
- Entombed
- Jan Johansson
- The Latin Kings
- Nationalteatern
- Stina Nordenstam
- Roxette
- Evert Taube
- Cornelis Vreeswijk
- Monica Zetterlund

### 2015
- Alice Babs
- Jussi Björling
- Gullan Bornemark
- Anders Burman
- Neneh Cherry
- Carola Häggkvist
- Ulf Lundell
- Yngwie Malmsteen
- Peps Persson
- Robyn

### 2016
- Leila K
- Denniz PoP
- Kent
- Barbro Hörberg
- Karl Gerhard
- Monica Dominique
- Sven-Ingvars
- Owe Thörnqvist
- Siw Malmkvist

### 2017
- Britt Lindeborg
- Calle Jularbo
- Lill-Babs
- Looptroop Rockers
- Magnus Uggla
- Merit Hemmingson
- Ola Håkansson
- The Cardigans

### 2018
- Broder Daniel
- Marie Bergman
- Kai Gullmar
- Ted en Kenneth Gärdestad
- Doris
- Europe
- Titiyo